# Honor (propietat)
Un Honor és un Usatge del règim consuetudinari català que determina la propietat d'un immoble o d'una finca, ja sigui rústica o urbana. Ja fou recopilat en els Usatges de Barcelona i després en les Constitucions catalanes. Vigent actualment, figura en escriptures públiques i en l'actual registre de la propietat.